# Byrrhidium
Byrrhidium är ett släkte av skalbaggar. Byrrhidium ingår i familjen bladhorningar.
Kladogram enligt Catalogue of Life:
| Byrrhidium | \| \| Byrrhidium convexum \| \| \| \| \| \| Byrrhidium namaquensis \| \| \| \| \| \| Byrrhidium ovale \| \| \| \| |
|            | \| \| Byrrhidium convexum \| \| \| \| \| \| Byrrhidium namaquensis \| \| \| \| \| \| Byrrhidium ovale \| \| \| \| |
|            | Byrrhidium convexum                                                                                               |
|            | |
|            | Byrrhidium namaquensis                                                                                            |
|            | |
|            | Byrrhidium ovale                                                                                                  |
|            | |